# Streptocarpus hirticapsa
Streptocarpus hirticapsa är en tvåhjärtbladig växtart som beskrevs av Brian Laurence Burtt. Streptocarpus hirticapsa ingår i släktet Streptocarpus och familjen Gesneriaceae. Inga underarter finns listade i Catalogue of Life.